# 美國海軍陸戰隊第314戰鬥機攻擊中隊
第314海军陆战队战斗机攻击中队（英語：Marine Fighter Attack Squadron 314 (VMFA-314)）是美国海军陆战队F-35C战斗机的一支中队。中队绰号命名为“黑骑士”（"Black Knights"）基地位于美国加利福尼亚州的米拉玛海军陆战队航空站，隶属第3海軍陸戰飛行聯隊的第11飛行大隊。它们的尾部代码为VW两字母。

## 相片

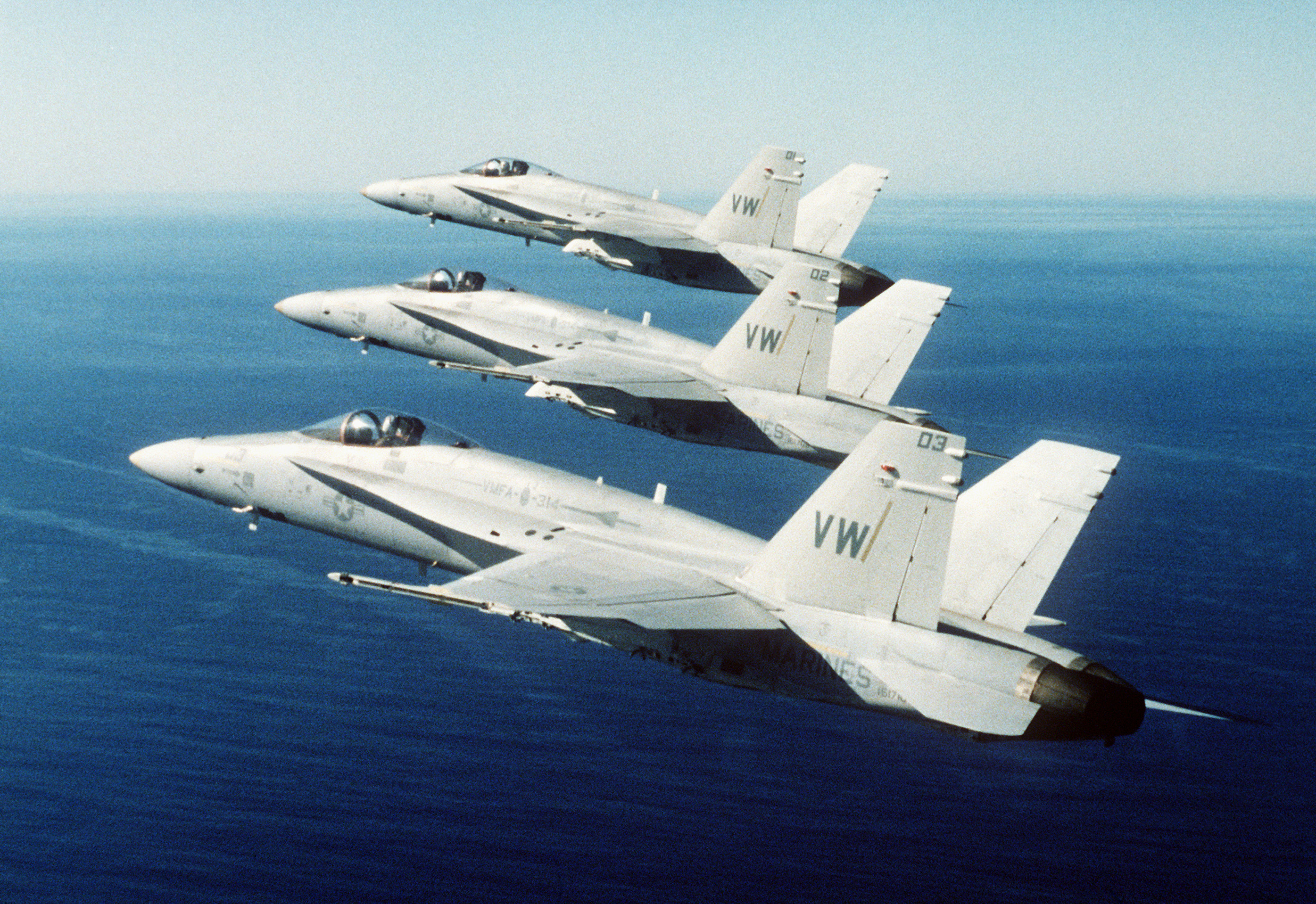
来自VMFA-314的F/A-18A“大黄蜂”战斗机攻击编队飞行，大约在1984年。

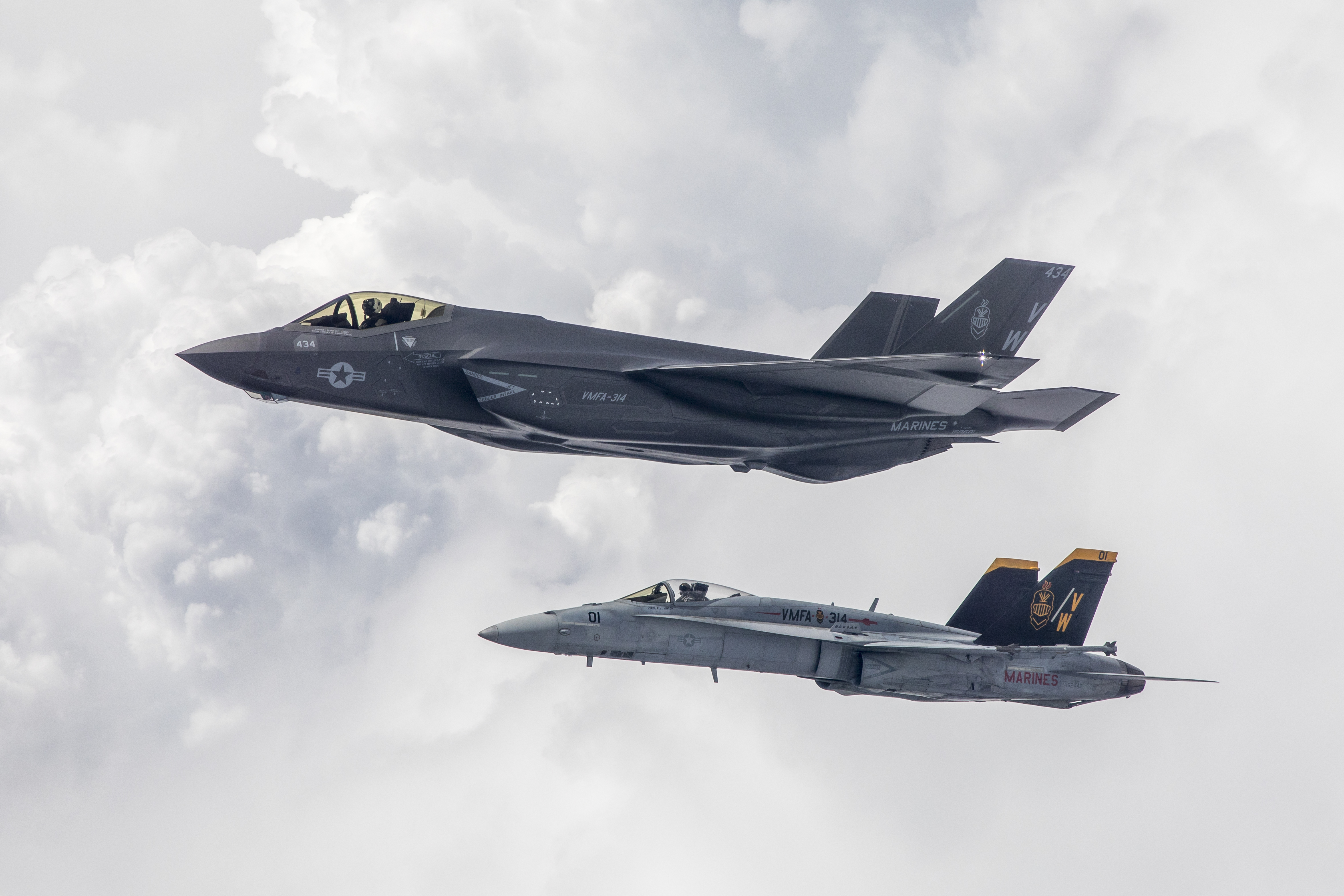
来自VMFA-314中隊的F-35C战斗机(上)，拍攝於2019年。

## 相關作品
- 在1996年科幻电影《ID4星際終結者》中，威尔·史密斯扮演一个来自VMFA-314的海军陆战队飞行员，史蒂文·希勒上尉，驻扎在艾尔托洛海军陆战队机场。在电影中，这个中队领导了第一次反击外星人部队的任务但惨遭失败，而航空基地也被毁于一旦。
- 在1996年动作电影《絕地任務》中，F/A-18战斗机喷涂上了VMFA-314的徽章图案，然而，在飞机左侧进气口前方却可以清楚地看到“美国空军”（"U.S. Air Force"）的字样。

## 另请参阅
- 美國海軍陸戰隊航空兵
- 现役美国海军陆战队航空中队
- 退役美国海军陆战队航空中队
- VMM-264同名美国海军陆战队中型直升机中队
- VFA-154同名美国海军战斗攻击中队
- RSAF“黑骑士”（同名的新加坡空军精密特技飞行表演队）